# Три ведмеді

Три ведмеді (англ. Goldilocks and the Three Bears — Златовласка/Золотоволоска і три ведмеді, первісна назва Історія про трьох ведмедів) — популярна англійська дитяча казка 19 століття, перекладена багатьма мовами світу.
Первісна версія казки розповідає про нечемну стару жінку, яка заходить у лісову домівку трьох антропоморфних ведмедів-холостяків, які були відсутні. Вона їсть трохи їхньої каші, сідає на один із їхніх стільців і ламає його, потім спить на одному з їхніх ліжок. Коли ведмеді повертаються і виявляють її, вона прокидається, вистрибує з вікна, і більше її ніхто не бачить.
Друга версія замінює стару жінку молодою дівчиною на ім'я Златовласка.
Третя найвідоміша версія замінює трійцю холостяків класичною сім'єю з малим ведвежатком. Те, що спочатку було лякалкою, стало затишною сімейною історією лише з відтінком загрози.
«Златовласка і три ведмеді» — одна з найпопулярніших казок англійською мовою. Вона була адаптована до театру, опери, кіно та багатьох інших мистецьких форм, має безліч іншомовних перекладів та переказів.
В Україні був поширений переклад російського переказу Л. Толстого, який досить часто має назву «Маша і три ведмеді». Щоправда, у Толстого ім'я героїні не зазначено, вона просто «дівчинка», проте усі ведмеді отримали власні імена.
Через збройну агресію Росії набув поширення переклад з англійської версії, де дівчинку звуть Золотоволоска.

## Первісний сюжет

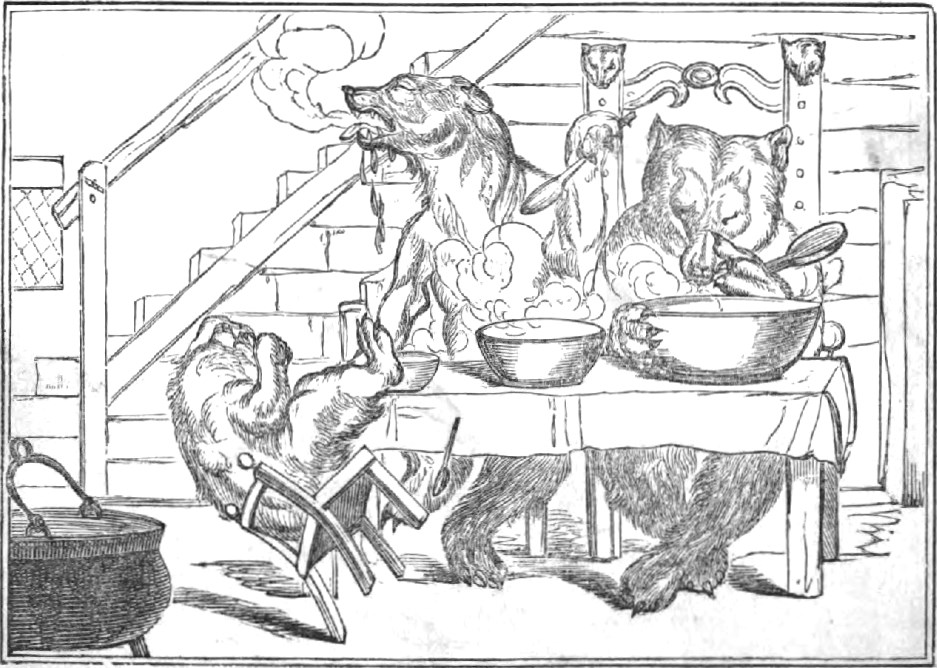
Ілюстрація до «Історії про трьох ведмедів», друге видання, 1839 р., опубліковане WN Wright з 60 Pall Mall, Лондон

У версії Роберта Сауті «Історія про трьох ведмедів» три антропоморфні ведмеді — «маленький, середній та величезний» — живуть разом у лісовому будинку. Сауті описує їх як дуже добродушних, довірливих, нешкідливих, охайних і гостинних. У кожного з цих ведмедів-«холостяків» є своя миска з кашею, стілець і ліжко. Одного разу вони готують кашу на сніданок, але вона занадто гаряча для їжі, тому вони вирішують прогулятися в лісі, поки їхня каша охолоне. До будинку ведмедів підходить «маленька Бабуся» (little old Woman). Її вигнали з родини за непристойну, ганебну поведінку. Вона нахабна, погано вихована, лайлива, потворна, брудна бродяжка, що заслуговує перебування у виправному будинку. Вона дивиться у вікно, підглядає в замкову щілину і піднімає клямку, переконавшись, що вдома нікого немає, вона заходить. Стара їсть кашу Малого ведмедя, потім влаштовується на його стільці і ламає його. Блукаючи, вона знаходить ліжка ведмедів і засинає в ліжку Малого. Коли повертаються ведмеді, Малий ведмідь знаходить свою порожню миску, свій зламаний стілець і стару жінку, яка спить у його ліжку, та вередує: «Хтось лежав у моєму ліжку, а ось вона!» Стара жінка прокидається, Величезний ведмідь виганяє її з дому, і більше її ніхто не бачить.

## Витоки

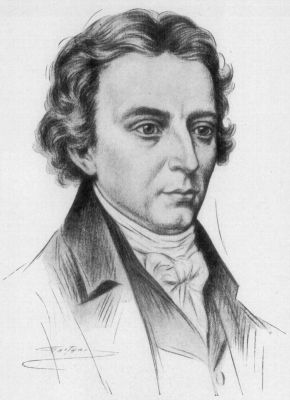
Роберт Сауті

Історія була вперше записана у формі розповіді англійським письменником і поетом Робертом Сауті та вперше опублікована анонімно як «Історія про трьох ведмедів» у 1837 році в збірці його творів під назвою «Доктор». Того ж року оповідання було віршовано редактором Джорджем Ніколом, який визнав анонімного автора «Доктора» «великим, оригінальним майстром» оповідання. Сауті був у захваті від спроби Нікола більше розкрити та популяризувати казку, він був занепокоєний тим, що діти могли не помітити її в «Докторі». Версія Нікола була проілюстрована гравюрами Б. Харта (за підписом «C.J.») та була перевидана в 1848 році, де Сауті був вказаний як автор оповідання.
Сама історія про трьох ведмедів поширювалась ще до публікації. У 1813 році, наприклад, Сауті розповідав її друзям і знайомим. В 1831 році Елеонора Мюр (англ. Eleanor Mure) переклала почуту казку про трьох ведмедів і стару жінку у віршовану форму та подарувала її в рукописному альбомі своєму племіннику Горацію Броку на день народження. Сауті та Мюр розходяться в деталях. Ведмедів Сауті їдять вівсяну каша, а у Мюр — п'ють молоко. У Сауті для старої немає мотивів заходити в будинок, у варіанті Мюр стара жінка роздратована, коли її «візит ввічливості» відхилено. Сюжет Мюр залишається найкровожерливішим з усіх: в інших версіях лисиця, старенька чи дівчинка рятуються втечею через вікно або навіть примиренням з господарями. У Мюр старенька вистрибує у вікно багатоповерхового будинку в Римі і наколюється на шпиль собору Святого Павла.
Фольклористи Айона та Пітер Опи (англ. Iona and Peter Opie) зазначають у книжці «Класичні казки» (1999), що ця казка є частковим аналогом «Білосніжки»: загублена принцеса заходить до будинку гномів, пробує їхню їжу та засинає в одному з ліжок. Подібно до трьох ведмедів, гноми скаржаться: «Хтось сидів у моєму кріслі!», «Хтось їв з моєї тарілки!» і «Хтось спав у моєму ліжку!» Опі також вказують на схожість у норвезькій казці про царівну, яка знайшла притулок у печері, де жили три принци, одягнені у ведмежі шкури. Вона їсть їх їжу і ховається під ліжком.
У 1865 році Чарлз Дікенс посилався на подібну казку в романі «Наш спільний друг», але в цій історії будинок належить хобгоблінам, а не ведмедям. Посилання Діккенса, однак, свідчить про дещо інший аналог або джерело.

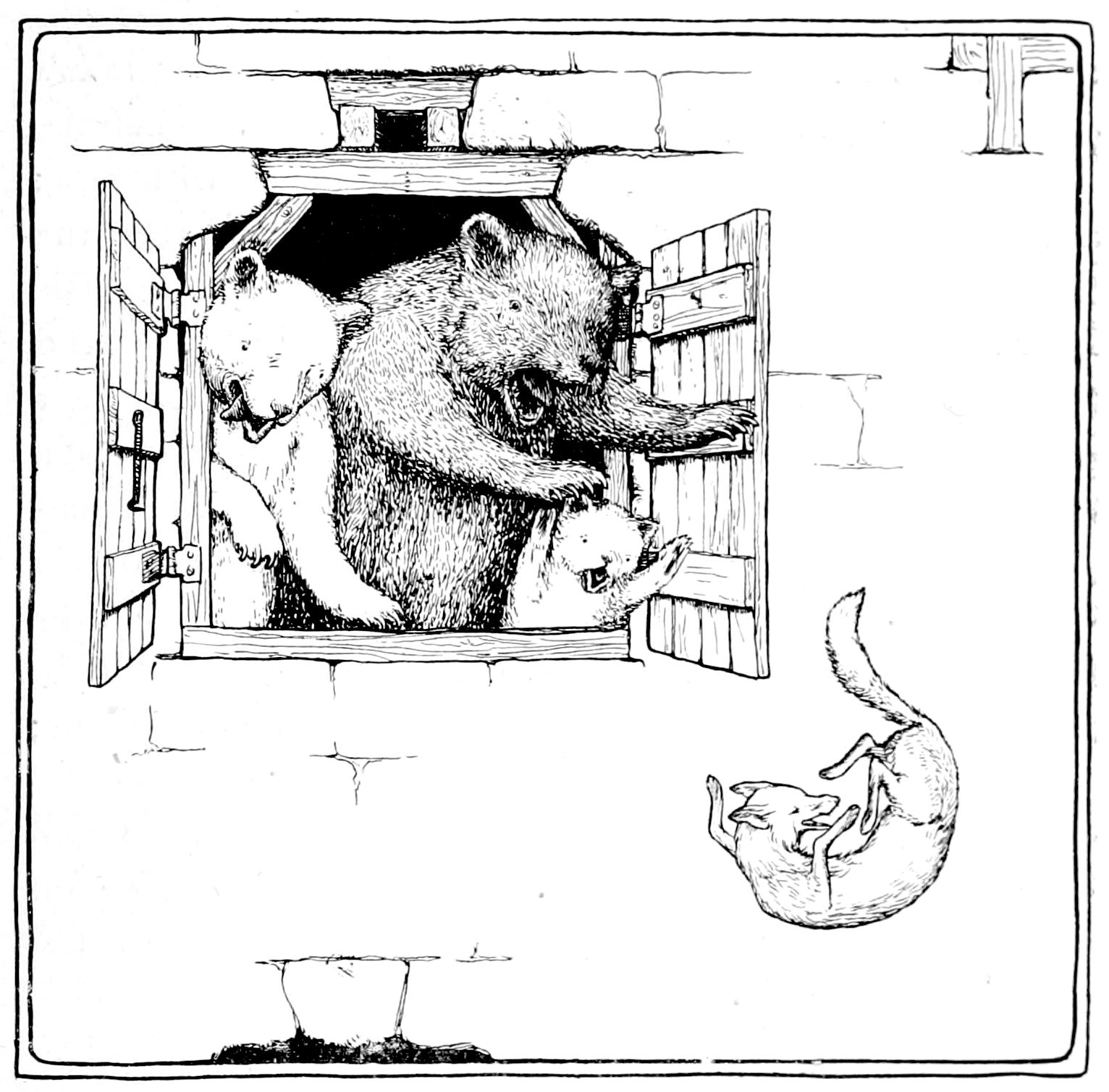
Ілюстрація «Царапки» Джона Д. Баттена в книжці «Багато англійських казок» (1895)

У 1894 році фольклорист Джозеф Джейкобс відмітив, що англійська «казка про лиса Царапку» («Scrapefoot») має вражаючу схожість з історією Сауті, і може передувати версії Сауті в усній традиції. Деякі джерела стверджують, що ілюстратор Джон Д. Баттен у 1894 році розповів про варіант казки, для якої він вважав щонайменше давнину 40 років. У цій версії три ведмеді живуть у лісовому замку, їх відвідує лис на ім'я Царапка, який п'є їхнє молоко, сидить у їхніх кріслах і відпочиває в їхніх ліжках. Ця версія належить до раннього циклу казок «Лис та Ведмідь». Проте деякі фольклористи стверджують, що і ця історія, як і про стару жінку, походять від Сауті. Корінням англійської версії казки почали вважати аналогічну за сюжетом шотландську казку про трьох ведмедів і хитрого лиса. Забравшись у будинок ведмедів і пустуючи там, лис заснув у ліжечку найменшого ведмедя, був там знайдений господарями і змушений був рятуватися втечею. У казці його звуть просто «хитрий лис».
Існує припущення, що Сауті чув цю історію в дитинстві від свого дядька Вільяма Таллера і дитиною зрозумів слово vixen не в його основному значенні («лисиця»), а в переносному («вкрай сварлива жінка»). Втім, це не пояснює, чому він зробив її старенькою. П. М. Залл 1974 року писав, що «для Сауті, неперевершеного технічного майстра, не було ніякої труднощі відтворити імпровізаційний тон дядька Вільяма за допомогою ритмічного повторення, майстерної алітерації, навіть бардівської інтерполяції („Вона не могла бути доброю, чесною старою жінкою“)». Зрештою, невідомо, звідки Сауті чи його дядько дізналися цю історію.

## Пізніші варіації: Златовласка

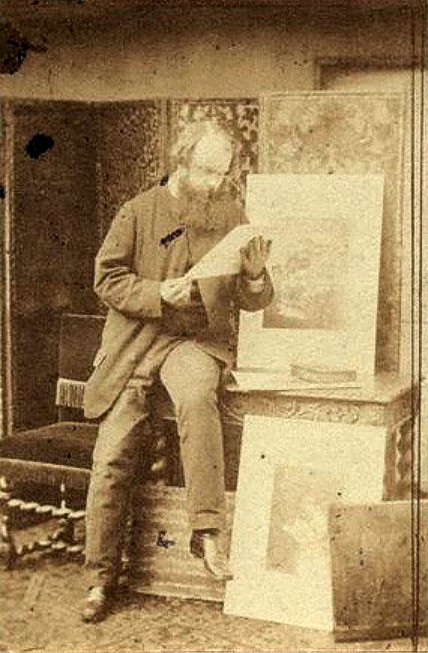
Лондонський письменник і видавець Джозеф Кундалл змінив антагоніста зі старої жінки на дівчину

Через дванадцять років після публікації оповідання Сауті, Джозеф Кундалл перетворив антагоніста з потворної старої жінки на гарненьку дівчинку у своїй «Скарбниці цікавих книжок для маленьких дітей». Будь-який мотив хуліганства прибрано: дівчинка намагається поїсти та поспати, бо заблукала в лісі, втомилася і зголодніла. Він пояснив причини цього в листі-присвяті своїм дітям, датованому листопадом 1849 року, який розміщено на початку книги як передмова:
«Історія про трьох ведмедів» — це дуже давня дитяча казка, але вона ніколи не була так добре розказана, як у великого поета Сауті, чию версію я (з дозволу) надаю вам. Тільки замість старої жінки я зробив зловмисником маленьку дівчинку. Я зробив це тому, що я знаходжу версію зі «Срібловласкою» більш відомою, а також тому, що і так існує так багато інших історій про старих жінок.
Як тільки маленька дівчинка увійшла в казку, саме вона залишилася, бо діти віддають перевагу привабливій дитині в історії, а не потворній старій жінці. У перевиданнях та переказах ім'я поступово змінювалось, поки Златовласка не з'явилась в «Старих дитячих оповіданнях і віршиках» 1904 року.
Американське видання 1912 року.

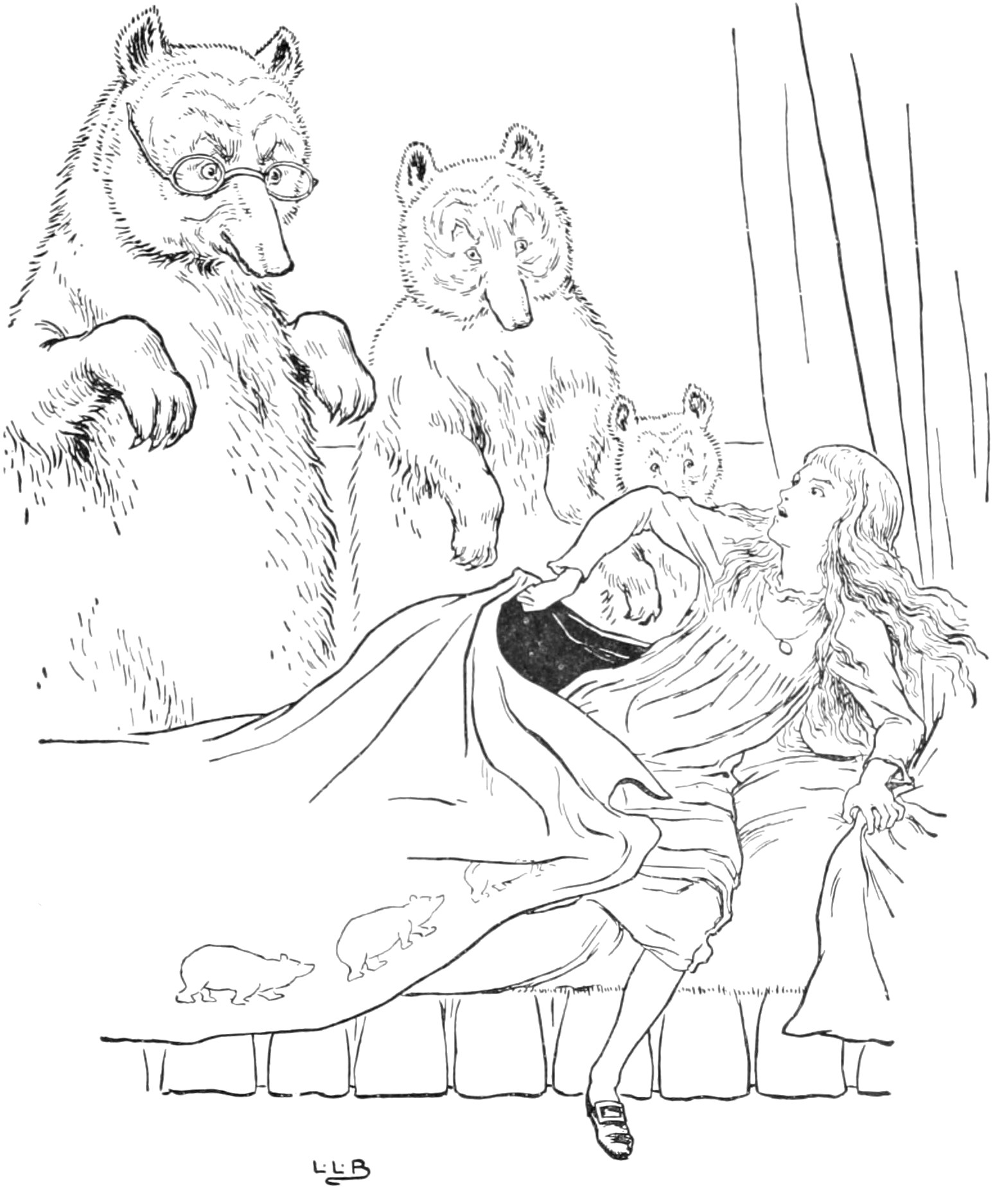
Златовласка спіймана в ліжку ведмедика — Леонард Леслі Брук

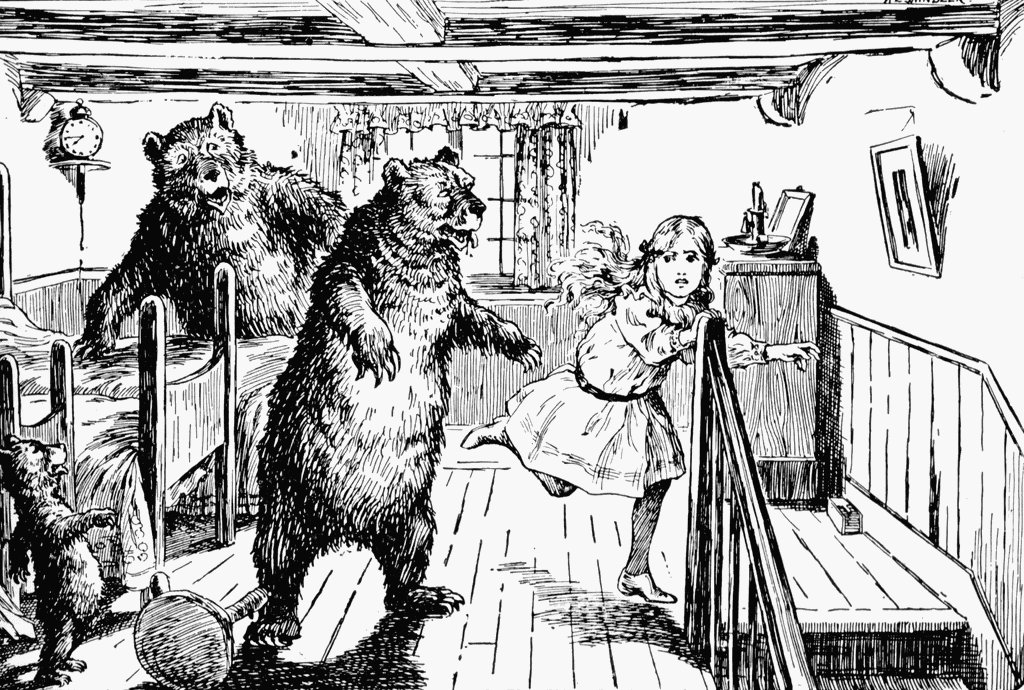
Златовласка тікає від трьох ведмедів.

У різних переказах доля Златовласки різна: в одних вона біжить до лісу, в деяких її мало не з'їдають ведмеді, від чого рятує мати, в деяких вона клянеться бути доброю дитиною, а в деяких повертається додому. Якою б не була її доля, Златовласка живе краще, ніж у Сауті для старенької бродяжки, яка, на його думку, заслуговувала перебування у виправному домі, і набагато краще, ніж у Мур, де стара потрапляє на шпиль собору Святого Павла.
Чоловіче тріо за Сауті також не залишалося незмінним. Групу було перетворено на тато, маму та ведмедика, але дата цієї зміни є суперечливою. Марія Татар вказує, що це відбулося в 1852 році, тоді як Кетрін Бріггс називає дату 1878 рік. З публікацією казки «тітоньки Фанні» в 1852 році ведмеді стали сім'єю на ілюстраціях до казки, але залишилися трьома ведмедями-холостяками за текстом.
У версії Діккенса 1858 року два більших ведмедя є братом та сестрою і друзями маленького ведмедя. Таке розташування символізує еволюцію тріо ведмедів від традиційних трьох самців до сім'ї з батька, матері та дитини. У публікації 1860 року ведмеді нарешті стали сім'єю як у тексті, так і в ілюстраціях: старий тато ведмідь, мама ведмедиця і маленьке ведмежа.
У публікаціях після «тітоньки Фанні» 1852 року вікторіанська ввічливість вимагала від редакторів регулярно й мовчки змінювати слова Сауті. Наприклад, «Тут вона сиділа, доки не вилізло дно крісла, і вниз прийшов її пухкий зад на землю» перетворювалось на «Тут вона сиділа, доки не вилізло дно крісла, і вниз вона впала», опускаючи будь-які згадки про людський зад. Накопичувальний ефект кількох змін, внесених у казку з моменту її первинної публікації, призвів до перетворення казки-жахів на затишну сімейну історію з нереалізованим натяком на загрозу.

## Сучасний сюжет
Маленька дівчинка, заблукавши в лісі, знаходить порожню оселю і заходить туди. Вона виявляє по три предмети різного розміру — тарілки, стільці, ліжка — і намагається ними скористатися, при цьому два предмети з кожного набору для неї виявляються з тих чи інших причин неприйнятними, а третій — якраз. Після того, як вона засинає, в житло повертаються господарі — ведмідь, ведмедиця та ведмежа, які обурені тим, що хтось чіпав їхні речі, і розбуджена дівчинка рятується втечею через вікно.

## Інтерпретації та трактування
Марія Татар у книзі «Анотовані класичні казки» (2002) зазначає, що оповідання Сауті іноді розглядають як повчальну історію, яка дає урок про небезпеку блукання та дослідження невідомої території. Подібно до казки «Троє поросят», ця історія використовує повторюваність, щоб привернути увагу дитини та підсилити думку про безпеку та притулок. Татар зазначає, що ця казка сьогодні, як правило, трактується як розповідь про те, що «якраз правильне», але для попередніх поколінь це була казка про зловмисницю, яка не могла контролювати себе, стикаючись з власністю інших.

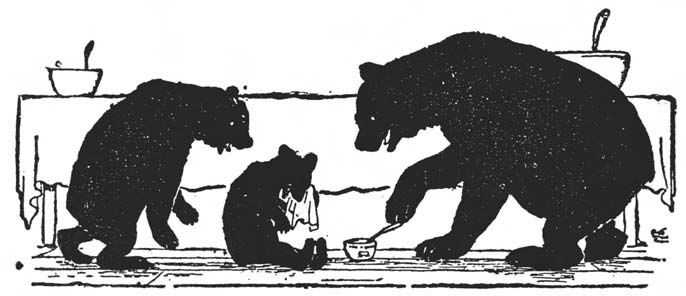
Ілюстрація Джона Баттена, 1890 рік

У книжці «Використання чарів» (1976) дитячий психолог Бруно Беттельгейм описує Златовласку як «бідну, красиву та чарівну», і зазначає, що історія не описує її позитивно, за винятком її зовнішності, зокрема волосся. Беттельхейм в основному розглядав казку з точки зору боротьби Златовласки, щоб відійти від едіпових проблем і протистояти проблемам ідентичності підлітків. На думку Беттельхейма, казка не заохочує дітей «виконувати важку працю та одну за одною вирішувати проблеми, які постають під час дорослішання», і вона не закінчується, як звичайні казки, «обіцянкою майбутнього щастя, яке чекає на тих, хто засвоїли свою едіпову ситуацію в дитинстві». Він вважає, що ця казка є ескапістською, що заважає дитині, яка її читає, набути емоційної зрілості.
Марія Татар критикує погляди Беттельхейма: «[Його] читання, мабуть, надто вкладено в інструменталізацію казок, тобто в перетворення їх на засоби, які передають повідомлення та встановлюють моделі поведінки для дитини. Хоча ця історія може не вирішити едіпові проблеми чи суперництво між братами та сестрами, як за думкою Беттельхейма це є у „Попелюшці“, вона говорить про важливість поваги до чужої власності та наслідки простого „випробування“ речей, які тобі не належать».
Елмс припускає, що Беттельгейм, можливо, пропустив інші аспекти казки, які роблять її корисною для розвитку особистості дитини. У «Довіднику з психобіографії» Елмс описує оповідання Сауті не як це робить Беттельхейм через постедіповий розвиток, а як фрейдистську доедіпову анальність. Бо історія спрямована головним чином на дошкільнят, які займаються «навчанням чистоти, підтримці навколишнього устрою та поведінкового порядку і переживають через порушення порядку». Його власний досвід і спостереження за іншими приводять його до думки, що діти поєднують себе з охайними, організованими головними героями, а не з некерованими правопорушниками-антагоністами. На думку Елмса, аналітичність «Історії про трьох ведмедів» можна простежити безпосередньо до вибагливої, одержимої брудом тітки у версії Роберта Сауті, яка залишила свою одержимість у більш м'якій формі.

## Літературні елементи та космологія
В оповіданні широко використовується літературний засіб трьох повторів: три стільці, три миски з кашею, три ліжка та трьох героїв, які живуть у будинку. Є також три послідовності, коли ведмеді по черзі виявляють, що хтось їв їхню кашу, сидів в їхніх кріслах і, нарешті, зім'яв їхні ліжка. Це слідує за трьома попередніми діями Златоласки, яка послідовно пробує миски з кашею, стільці та ліжка, щоразу знаходячи третю, що «якраз» їй підходить. Автор Крістофер Букер характеризує це як «діалектичну трійку», де «перший варіант неправильний в одному сенсі, другий — в іншому чи протилежному, і лише третій десь посередині, правильний». Букер продовжує: «Ця ідея про те, що шлях вперед лежить через знаходження середини між протилежностями, має надзвичайне значення в оповіданні».
Така концепція поширена в багатьох інших дисциплінах, зокрема в психології розвитку, біології, економіці та інженерії, навіть отримала назву Принцип Златовласки. У астрономії є англомовний термін Goldilocks Zone (Зона Златовласки) — зона навколо зірки, де на планеті буде не надто гаряча і не надто холодно, щоб на її поверхні могла існувати рідка вода. Стівен Гокінг казав: «подібно до Златовласки, розвиток розумного життя вимагає, щоб планетарні температури були „якраз“». Також зустрічається схожий за змістом термін «Зірки Златовласки» для позначення зірок K-класу.